# Битва при Ибне
Битва при И́бне — сражение между армией крестоносцев под командованием Евстахия I де Гранье и египетскими Фатимидами во главе с визирем Аль-Мамуном аль-Батахи, произошедшая в 1123 году близ Ибне (к югу от Явне), завершившееся разгромом египтян.

## Предыстория
После того, как в ходе Первого крестового похода крестоносцы захватили принадлежавший Фатимидам Иерусалим, египетский визирь Аль-Афдал «почти ежегодно» с 1099 по 1107 годы организовывал набеги на земли христиан. Египетские войска безуспешно сталкивались с крестоносцами в битвах при Рамле в 1101, 1102 и 1105 годах. После этого визирь перешёл к организации набегов из своей прибрежной крепости Аскалон. В 1121 году Аль-Афдал был убит. Между тем, Иерусалим был ослаблен пленением короля Балдуина II Артукидами в северной Сирии. Королевством в это время управлял регент Евстахий I де Гранье.

## Битва
В 1123 году новый визирь организовал крупную атаку на земли крестоносцев. Фатимиды планировали захватить прибрежный город Яффа. В эту эпоху египетские войска, как правило, состояли из пеших суданских лучников, поддерживаемых плотным строем арабской и берберской легкой конницы. Эти относительно неподвижные построения представляли идеальную мишень для франкской тяжелой кавалерии.
У Ибне, недалеко от места постройки в будущем замка Ибелин, египетские войска столкнулись с армией крестоносцев, состоявшей из конных рыцарей, копейщиков и пеших лучников. Бой продолжался недолго, поскольку египтяне оказались не в состоянии выдержать атаку франкских рыцарей. Как писал Фульхерий Шартрский,
 «эта битва длилась недолго, потому что, когда наши враги увидели наших хорошо вооруженных конных рыцарей, они сразу обратились в бегство, будто околдованные, ударились в панику, вместо того, чтобы сохранить хладнокровие. Их пехотинцы были убиты».
Поражение было безоговорочным. Фатимиды продолжали свои набеги из Аскалона вплоть до 1153 года. Следующим крупным сражением в государствах крестоносцев была битва при Аазазе в 1125 году.